# Фазана, Эрика
Эрика Фазана (итал. Erica Fasana, родилась 17 февраля 1996 в Комо) — итальянская гимнастка, бронзовый призёр чемпионата Европы 2012 года.

## Карьера

### Юниорская
В чемпионате Италии Эрика дебютировала в составе команды Брешии в 2009 году, набрав в командном первенстве 124.600 баллов. В опорном прыжке на том же первенстве набрала 13.900 баллов, в упражнении на бревне 14.550. Дебютировала также на Трофее Джесоло в командном первенстве, принеся своей сборной победу с результатом 163.650 баллов. В многоборье она набрала 54.600 баллов, заняв второе место и пропустив вперёд соотечественницу Карлотту Ферлито.

### Взрослая
В 2010 году Эрика дебютировала во взрослой категории Трофея Джесоло, став третьей в многоборье с результатом 56.050. В конце апреля поехала на чемпионат Европы в Бирмингем, выступив в многоборье (5-е место, результат 54.325) и командных соревнованиях (3-е место, результат 52.925). Также она выступала в индивидуальных соревнованиях в опорном прыжке, разновысоких брусьях и вольных упражнениях, но не добилась там значительных успехов.
В 2011 году Фазана выступила на Юношеском Олимпийском фестивале в турецком Трабзоне, завоевав в составе итальянской сборной золотые медали, серебряные медали в многоборье (результат 55.450) и вольных упражнениях, а также бронзу на брусьях и в опорном прыжке

### Олимпийский год
В 2012 году Фазана прошла квалификацию на Олимпийские игры в командных соревнованиях с общим результатом 56.016 баллов, но не прошла в соревнования в опорном прыжке. В рамках подготовки к Играм она приняла участие в первенстве Европы в Бельгии, где её команда завоевала бронзовые медали с результатом 56.799. Сама Эрика сказала, что все гимнастки в команде поддерживали друг друга и готовы были продемонстрировать свои лучшие качества, что и помогло завоевать медали. На самой Олимпиаде Эрика не смогла завоевать какую-либо медаль, заняв только 30-е место в многоборье с результатом 53.965 и итоговое 7-е место в командных соревнованиях.

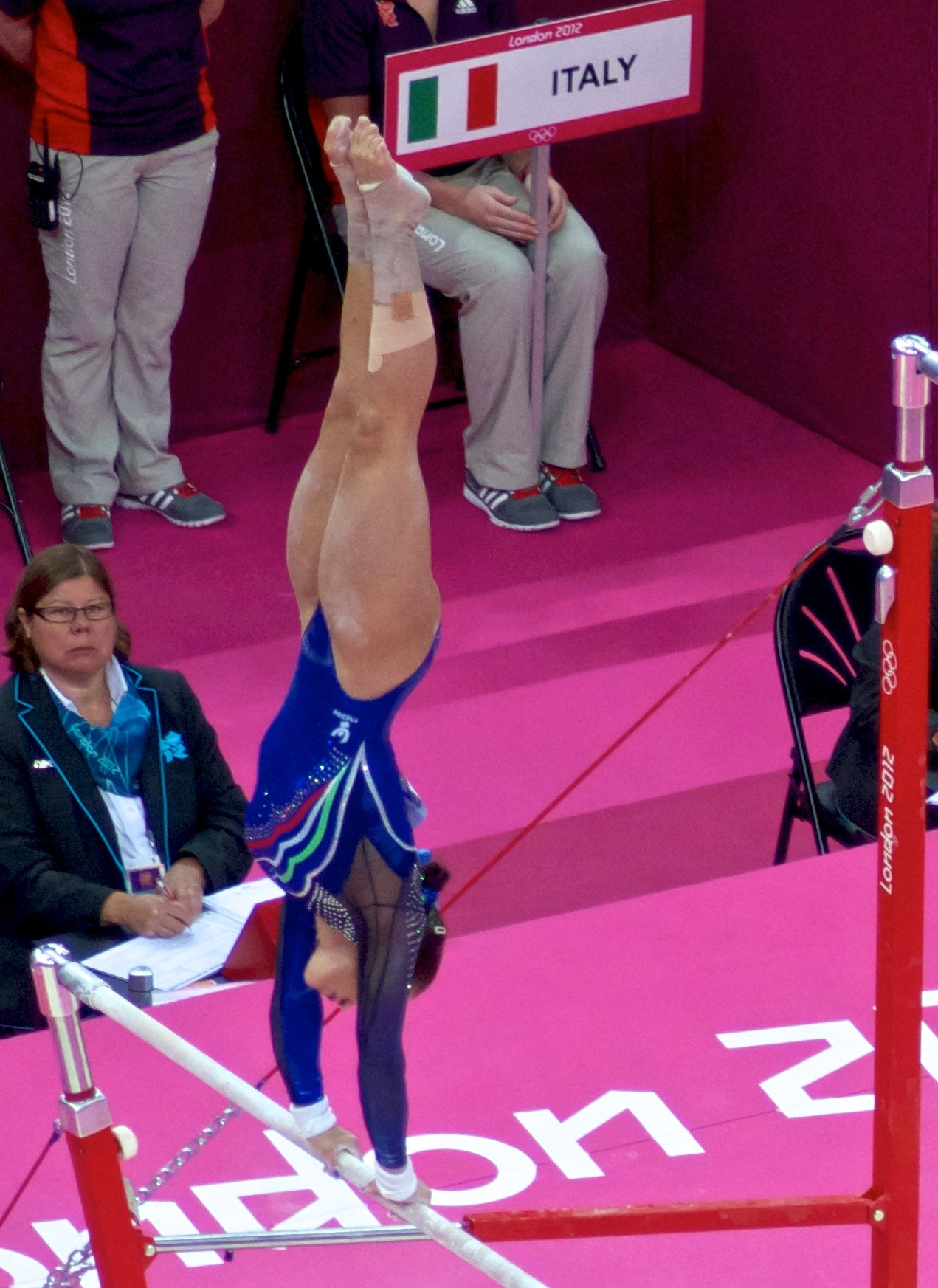
Эрика Фазана на Олимпийских играх (29 июля 2012)